# جوشا بن حنانیا
جوشا بن حنانیا (انگلیسی: Joshua ben Hananiah; ۱ ژانویهٔ ۰۰۵۰ – ۱۳۱) همچنین به عنوان خاخام یوشوا شناخته می‌شود تنائیم برجسته در پی تخریب معبد پرستش‌گاه اورشلیم در محاصره اورشلیم (۷۰ میلادی) بود. او هفتمین حکیمی است که در میشنا بیشتر از همه ذکر شده‌است.